# 53029 Wodetzky
53029 Wodetzky è un asteroide della fascia principale. Scoperto nel 1998, presenta un'orbita caratterizzata da un semiasse maggiore pari a 2,4037803 UA e da un'eccentricità di 0,0368533, inclinata di 6,00080° rispetto all'eclittica.